# Saint-Quentin
Saint-Quentin (wymowaⓘ) – miejscowość i gmina we Francji, w regionie Hauts-de-France, w departamencie Aisne.

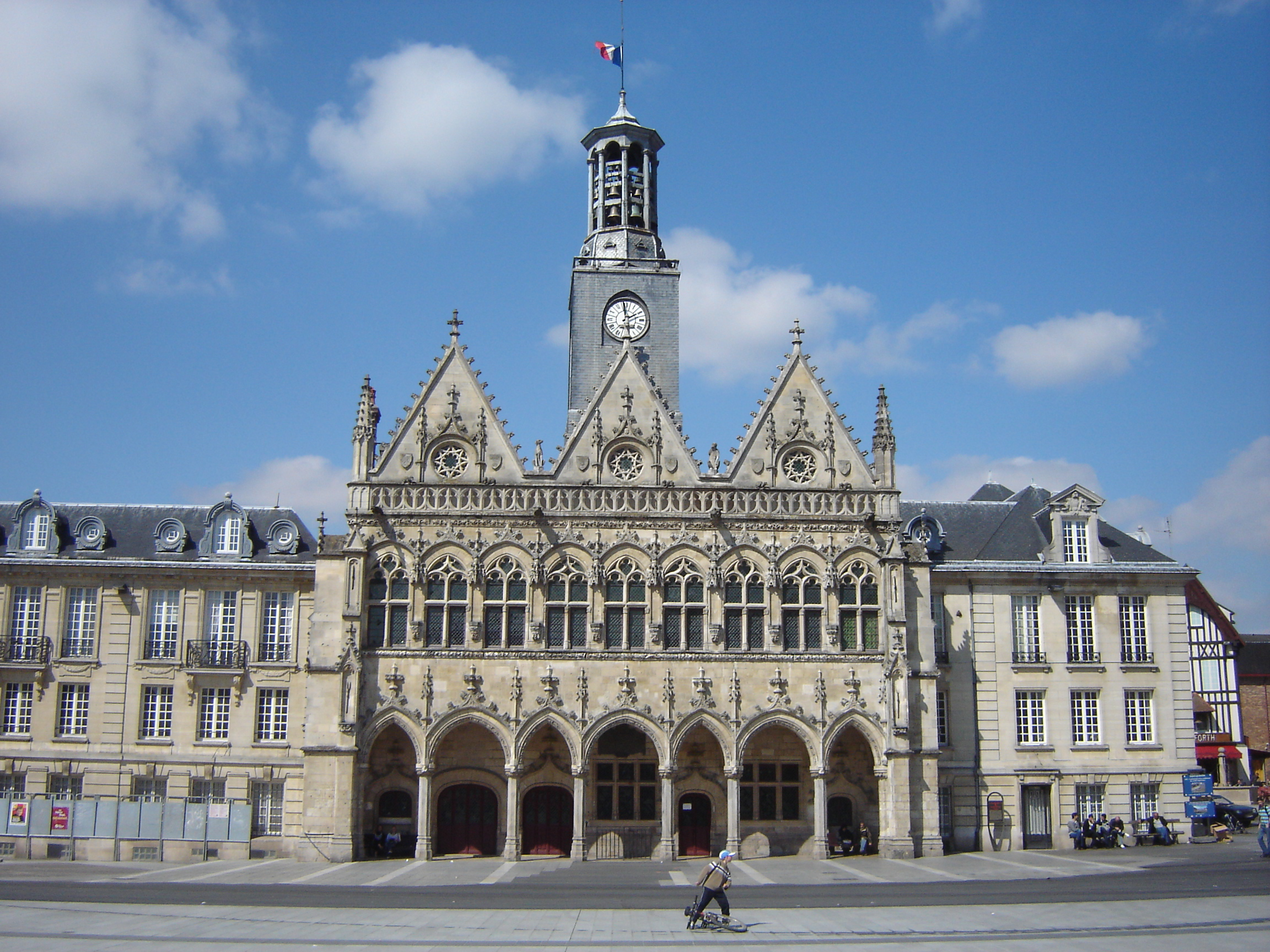
Ratusz miejski

## Historia
Miejsce urodzenia Szymona z Saint-Quentin (XIII w.) oraz François Babeufa (1760). Miasto było historyczną stolicą hrabstwa Vermandois (od IX do XIII w.).
W 1925 r. na cmentarzu Saint Jean w Saint Quentin pochowany został ks. Leon Dehon, założyciel zgromadzenia księży sercanów. 19 października 1963 r. doczesne szczątki duchownego przeniesiono do kościoła Saint Martin, wzniesionego na przedmieściach miasta. Od 2020 r. proboszczem tej parafii jest ks. Stanisław Wawro SCJ.

## Demografia
Według danych na rok 1990 gminę zamieszkiwały 60 644 osoby, a gęstość zaludnienia wynosiła 2688 osób/km². W styczniu 2014 roku Saint-Quentin zamieszkiwały 57 842 osoby, przy gęstości zaludnienia 2564 osób/km².

## Transport
W latach 1899−1956 w mieście działała komunikacja tramwajowa. Początkowo były to tramwaje napędzane sprężonym powietrzem, które zelektryfikowano w latach 1906-1908. Ostatnie 3 linie tramwajowe zlikwidowano w końcu maju 1956 roku